# Aindrias Moynihan

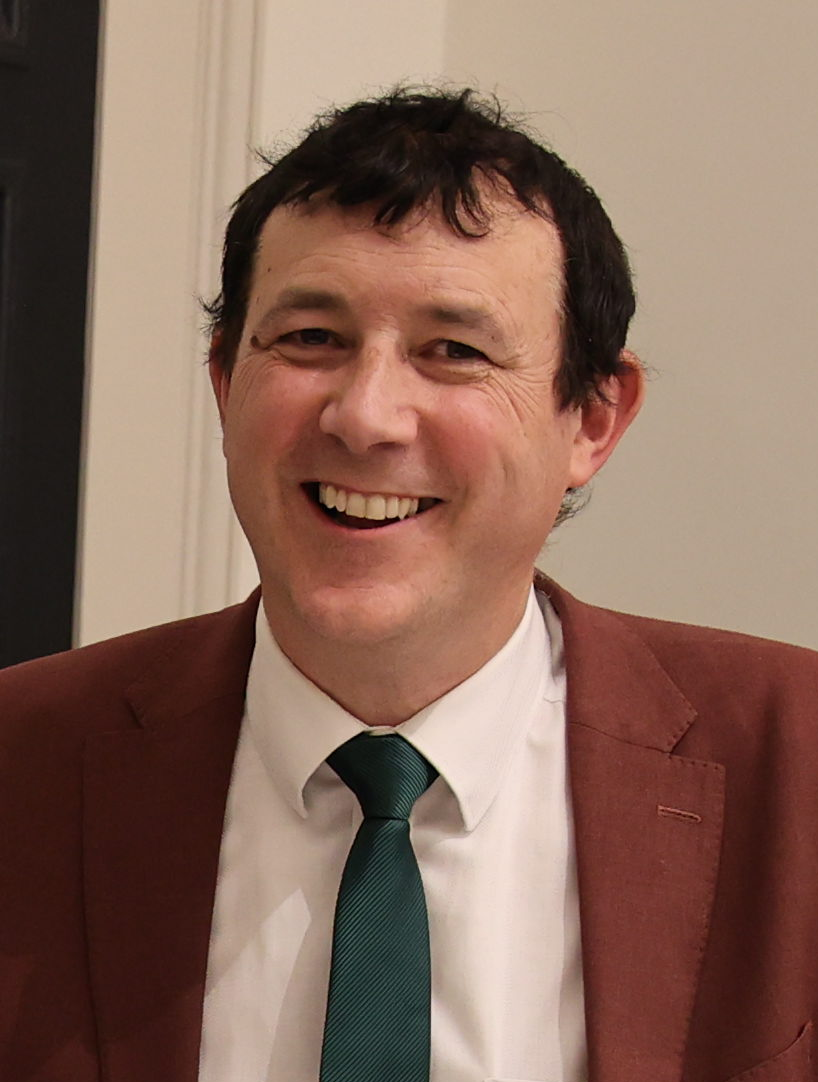
Aindrias Moynihan, 2024

Aindrias Moynihan (irisch Aindrias Ó Muimhneacháin; * 21. Juli 1973 in Macroom, County Cork, Irland) ist ein irischer Politiker der Fianna Fáil und Abgeordneter (Teachta Dála) im Dáil Éireann, dem Unterhaus des Oireachtas.

## Biografie
Moynihan ist der Sohn von Donal Moynihan, ein früherer Teachta Dála. Er erwarb einen Ingenieursgrad am Cork Institute of Technology. 2003 wurde er erstmals in den Cork County Council gewählt. er trat erstmals bei den Wahlen zum Dáil Éireann 2016 an und erlangte einen Sitz im Wahlkreis Cork North-West. Diesen Erfolg konnte er bei den Wahlen 2020 und 2024 wiederholen.
Aindrias Moynihan engagiert sich leidenschaftlich für die Irische Sprache.

## Privates
Mit seiner Frau Lisa hat Moynihan vier Kinder. Mit dem Politiker Michael Moynihan ebenfalls von der Fianna Fáil und dem Wahlkreis Cork North-West ist er nicht verwandt.